# Jaroslava Sjvedova
Jaroslava Vjatsjeslavovna Sjvedova (Russisch: Яросла́ва Вячесла́вовна Шве́дова) (Moskou, 12 september 1987) is een tennisspeelster die is geboren in Rusland, maar sinds 2009 uitkomt voor Kazachstan. Zij speelt rechtshandig en heeft een tweehandige backhand.

## Loopbaan
Sjvedova werd in 2005 geïntroduceerd op de WTA-tour en heeft twee WTA-titels in het enkelspel gewonnen.
Sjvedova wordt gecoacht door haar vader Vjatsjeslav. Hij was het die haar voor het eerst introduceerde binnen de sport op achtjarige leeftijd. Haar favoriete ondergrond is gravel en haar favoriete toernooien zijn Roland Garros en Wimbledon. In 2007 won zij haar eerste WTA-titel, in Bangalore, waar zij in de finale zegevierde over de als eerste geplaatste Mara Santangelo. Samen met de Amerikaanse Vania King behaalde zij de dubbelspeltitel op Wimbledon 2010 en het US Open 2010.
Sjvedova was de eerste vrouw in het open tijdperk die een zogenaamde "golden set" wist te spelen. In haar partij tegen Sara Errani in de derde ronde van Wimbledon 2012 won Sjvedova alle punten van de eerste set, die slechts een kwartier duurde. Sjvedova won uiteindelijk de partij met 6-0 en 6-4.
In de periode 2009–2017 maakte Sjvedova deel uit van het Kazachse Fed Cup-team – zij behaalde daar een winst/verlies-balans van 24–16. Haar beste resultaat in de Fed Cup is het bereiken van de Wereldgroep II play-offs in 2013 – daar werden zij teruggeworpen in de regionale zone door met 1–4 te verliezen van Frankrijk, waarbij Sjvedova de enige winstpartij voor Kazachstan voor haar rekening nam (zij won in drie sets van Alizé Cornet).

## Posities op deWTA-ranglijst
Positie per einde seizoen:
| jaar | ranking enkelspel | ranking dubbelspel |
| ---- | ----------------- | ------------------ |
| 2003 | 494               | 780                |
| 2004 | 756               | –                  |
| 2005 | 315               | –                  |
| 2006 | 132               | 242                |
| 2007 | 89                | 111                |
| 2008 | 91                | 42                 |
| 2009 | 53                | 49                 |
| 2010 | 39                | 7                  |
| 2011 | 206               | 5                  |
| 2012 | 29                | 26                 |
| 2013 | 81                | 59                 |
| 2014 | 66                | 24                 |
| 2015 | 82                | 6                  |
| 2016 | 33                | 14                 |

## Palmares
| Legenda                | Legenda                  |
| ---------------------- | ------------------------ |
| Grandslamtoernooi      |                          |
| Olympische Spelen      |                          |
| Year-End Championships |                          |
| tot 2009               | 2009 – 2020 / vanaf 2021 |
| Tier I                 | Premier Mandatory        |
| Tier II                | Premier Five / WTA 1000  |
| Tier III               | Premier / WTA 500        |
| Tier IV & V            | International / WTA 250  |
|                        | Challenger / WTA 125     |

### WTA-finaleplaatsen enkelspel
| nr.              | finale     | toernooi      | ondergrond    | tegenstandster  | score         |         |
| ---------------- | ---------- | ------------- | ------------- | --------------- | ------------- | ------- |
| gewonnen finales |            |               |               |                 |               |         |
| 1.               | 2007-02-18 | WTA Bangalore | hardcourt     | Mara Santangelo | 6-4, 6-4      | details |
| 2.               | 2015-11-15 | WTA Hua Hin   | hardcourt (i) | Naomi Osaka     | 6-4, 6-7, 6-4 | details |
| verloren finales |            |               |               |                 |               |         |
| 1.               | 2015-04-19 | WTA Bogota    | gravel        | Teliana Pereira | 6-7, 1-6      | details |

### WTA-finaleplaatsen dubbelspel
| nr.                                 | finale     | toernooi          | ondergrond    | partner                 | tegenstandsters                            | score            |         |
| ----------------------------------- | ---------- | ----------------- | ------------- | ----------------------- | ------------------------------------------ | ---------------- | ------- |
| gewonnen finales vrouwendubbelspel  |            |                   |               |                         |                                            |                  |         |
| 1.                                  | 2009-02-15 | WTA Pattaya       | hardcourt     | Tamarine Tanasugarn     | Joelija Bejhelzymer Vitalia Djatsjenko     | 6-3, 6-2         | details |
| 2.                                  | 2010-07-03 | Wimbledon         | gras          | Vania King              | Jelena Vesnina Vera Zvonarjova             | 7-6, 6-2         | details |
| 3.                                  | 2010-09-11 | US Open           | hardcourt     | Vania King              | Liezel Huber Nadja Petrova                 | 2-6, 6-4, 7-6    | details |
| 4.                                  | 2011-07-31 | WTA Washington    | hardcourt     | Sania Mirza             | Volha Havartsova Alla Koedrjavtseva        | 6-3, 6-3         | details |
| 5.                                  | 2011-08-21 | WTA Cincinnati    | hardcourt     | Vania King              | Natalie Grandin Vladimíra Uhlířová         | 6-4, 3-6, [11-9] | details |
| 6.                                  | 2011-10-22 | WTA Moskou        | hardcourt (i) | Vania King              | Anastasia Rodionova Galina Voskobojeva     | 7-6, 6-3         | details |
| 7.                                  | 2013-03-02 | WTA Florianópolis | hardcourt     | Anabel Medina Garrigues | Anne Keothavong Valerija Savinych          | 6-0, 6-4         | details |
| 8.                                  | 2013-09-14 | WTA Tasjkent      | hardcourt     | Tímea Babos             | Volha Havartsova Mandy Minella             | 6-3, 6-3         | details |
| 9.                                  | 2013-11-10 | WTA Taipei        | tapijt (i)    | Caroline Garcia         | Anna-Lena Friedsam Alison Van Uytvanck     | 6-3, 6-3         | details |
| 10.                                 | 2014-03-01 | WTA Florianópolis | hardcourt     | Anabel Medina Garrigues | Francesca Schiavone Sílvia Soler Espinosa  | 7-6, 2-6, [10-3] | details |
| 11.                                 | 2014-04-06 | WTA Charleston    | gravel        | Anabel Medina Garrigues | Chan Hao-ching Chan Yung-jan               | 7-6, 6-2         | details |
| 12.                                 | 2015-05-09 | WTA Madrid        | gravel        | Casey Dellacqua         | Garbiñe Muguruza Carla Suárez Navarro      | 6-3, 6-7, [10-5] | details |
| 13.                                 | 2015-10-18 | WTA Hongkong      | hardcourt     | Alizé Cornet            | Lara Arruabarrena Andreja Klepač           | 7-5, 6-4         | details |
| 14.                                 | 2016-06-11 | WTA Rosmalen      | gras          | Oksana Kalasjnikova     | Xenia Knoll Aleksandra Krunić              | 6-1, 6-1         | details |
| verloren finales vrouwendubbelspel  |            |                   |               |                         |                                            |                  |         |
| 1.                                  | 2008-08-17 | WTA Cincinnati    | hardcourt     | Hsieh Su-wei            | Maria Kirilenko Nadja Petrova              | 3-6, 6-4, [8-10] | details |
| 2.                                  | 2010-04-11 | WTA Marbella      | gravel        | Maria Kondratjeva       | Sara Errani Roberta Vinci                  | 4-6, 2-6         | details |
| 3.                                  | 2010-06-18 | WTA Rosmalen      | gras          | Vania King              | Alla Koedrjavtseva Anastasia Rodionova     | 6-3, 3-6, [6-10] | details |
| 4.                                  | 2011-05-15 | WTA Rome          | gravel        | Vania King              | Peng Shuai Zheng Jie                       | 2-6, 3-6         | details |
| 5.                                  | 2011-09-11 | US Open           | hardcourt     | Vania King              | Liezel Huber Lisa Raymond                  | 6-4, 6-7, 6-7    | details |
| 6.                                  | 2011-10-16 | WTA Japan (Osaka) | hardcourt     | Vania King              | Kimiko Date-Krumm Zhang Shuai              | 5-7, 6-3, [9-11] | details |
| 7.                                  | 2012-04-08 | WTA Charleston    | gravel        | Anabel Medina Garrigues | Anastasija Pavljoetsjenkova Lucie Šafářová | 7-5, 4-6, [6-10] | details |
| 8.                                  | 2012-05-05 | WTA Estoril       | gravel        | Galina Voskobojeva      | Chuang Chia-jung Zhang Shuai               | 6-4, 1-6, [9-11] | details |
| 9.                                  | 2013-01-05 | WTA Auckland      | hardcourt     | Julia Görges            | Cara Black Anastasia Rodionova             | 6-2, 2-6, [5-10] | details |
| 10.                                 | 2013-11-03 | WTA Nanjing       | hardcourt     | Zhang Shuai             | Misaki Doi Xu Yifan                        | 1-6, 4-6         | details |
| 11.                                 | 2015-06-07 | Roland Garros     | gravel        | Casey Dellacqua         | Bethanie Mattek-Sands Lucie Šafářová       | 6-3, 4-6, 2-6    | details |
| 12.                                 | 2015-08-23 | WTA Cincinnati    | hardcourt     | Casey Dellacqua         | Chan Hao-ching Chan Yung-jan               | 5-7, 4-6         | details |
| 13.                                 | 2015-09-13 | US Open           | hardcourt     | Casey Dellacqua         | Martina Hingis Sania Mirza                 | 3-6, 3-6         | details |
| 14.                                 | 2016-04-03 | WTA Miami         | hardcourt     | Tímea Babos             | Bethanie Mattek-Sands Lucie Šafářová       | 3-6, 4-6         | details |
| 15.                                 | 2016-07-09 | Wimbledon         | gras          | Tímea Babos             | Serena Williams Venus Williams             | 3-6, 4-6         | details |
| 16.                                 | 2017-02-18 | WTA Doha          | hardcourt     | Olha Savtsjoek          | Abigail Spears Katarina Srebotnik          | 3-6, 6-7         | details |
| verloren finales gemengd dubbelspel |            |                   |               |                         |                                            |                  |         |
| 1.                                  | 2010-06-03 | Roland Garros     | gravel        | Julian Knowle           | Katarina Srebotnik Nenad Zimonjić          | 6-4, 6-7, [9-11] | details |

### Gewonnen ITF-toernooien enkelspel
| nr. | finale     | toernooi  | dotatie  | tegenstandster in finale | score         |
| --- | ---------- | --------- | -------- | ------------------------ | ------------- |
| 1.  | 2003-06-01 | Warschau  | $10.000  | Dominika Nociarová       | 6-2, 7-6      |
| 2.  | 2006-03-26 | Amiens    | $10.000  | Julie Coin               | 2-6, 7-5, 6-4 |
| 3.  | 2008-08-10 | Monterrey | $100.000 | Magdaléna Rybáriková     | 6-4, 6-1      |
| 4.  | 2012-03-18 | Poza Rica | $25.000  | Mónica Puig              | 6-1, 6-2      |

### Gewonnen ITF-toernooien dubbelspel
| nr. | finale     | toernooi | dotatie  | partner           | tegenstandsters              | score    |
| --- | ---------- | -------- | -------- | ----------------- | ---------------------------- | -------- |
| 1.  | 2006-03-26 | Amiens   | $10.000  | Olga Panova       | Julie Coin Karla Mraz        | 6-4, 6-1 |
| 2.  | 2006-04-16 | Biarritz | $25.000  | Nina Brattsjikova | Klaudia Jans Alicja Rosolska | 6-3, 6-2 |
| 3.  | 2008-10-19 | Ortisei  | $100.000 | Marija Koryttseva | Maret Ani Galina Voskobojeva | 6-2, 6-1 |

### Gewonnen juniorentoernooien enkelspel
| nr. | datum      | toernooi                                     | categorie | tegenstandster       | score         |
| --- | ---------- | -------------------------------------------- | --------- | -------------------- | ------------- |
| 1.  | 2003-03-01 | Trofeul D Sturdza                            | 4         | Diana Nazaroek       | 5-7, 6-2, 6-4 |
| 2.  | 2003-06-14 | Ozerov Cup                                   | 3         | Jevgenia Rodina      | 6-1, 7-5      |
| 3.  | 2004-03-07 | Black Gold of Udmurtia                       | 3         | Marina Sjamajko      | 7-5, 6-3      |
| 4.  | 2004-04-25 | Slovakia Cup                                 | 2         | Magdaléna Rybáriková | 7-5, 7-5      |
| 5.  | 2004-05-23 | TSZ Cup                                      | 4         | Natalia Orlova       | 6-1, 6-2      |
| 6.  | 2005-03-06 | Black Gold of Udmurtia                       | 3         | Anastasia Petoechova | 3-6, 6-3, 6-4 |
| 7.  | 2005-05-15 | Citta' Di Santa Croce                        | 1         | Stefania Boffa       | 4-6, 7-6, 6-1 |
| 8.  | 2005-06-12 | International Junior Tournament of Offenbach | 1         | Kristína Kučová      | 6-1, 6-1      |
| 9.  | 2005-09-03 | Canadian Open Junior Tennis Championships    | 1         | Lauren Albanese      | 7-5, 6-3      |

### Gewonnen juniorentoernooien dubbelspel
| nr. | datum      | toernooi                            | categorie | partner                | tegenstandsters                                  | score    |
| --- | ---------- | ----------------------------------- | --------- | ---------------------- | ------------------------------------------------ | -------- |
| 1.  | 2003-03-01 | Trofeul D Sturdza                   | 4         | Alexandra Korotkevitsj | Katerina Avdiyenko Aleksandra Belova             | 6-2, 6-2 |
| 2.  | 2004-03-07 | Black Gold of Udmurtia              | 3         | Marina Sjamajko        | Nina Maglatjoek Jelena Vesnina                   | 7-5, 6-4 |
| 3.  | 2004-05-16 | Samara Cup                          | 3         | Jelena Tsjalova        | Anastasija Pavljoetsjenkova Anastasia Pivovarova | 6-2, 7-5 |
| 4.  | 2004-05-23 | TSZ Cup                             | 4         | Natalia Rachmanina     | Aleksandra Berlova Tatjana Kotelnikova           | 6-3, 6-3 |
| 5.  | 2005-03-06 | Black Gold of Udmurtia              | 3         | Aleksandra Panova      | Maria Mosolova Anastasia Poetsjkova              | 6-2, 7-5 |
| 6.  | 2005-09-03 | Canadian Open Junior Tennis Champ's | 1         | Aleksandra Panova      | Jade Curtis Sharon Fichman                       | 7-5, 6-3 |

## Resultaten grandslamtoernooien
| Legenda | Legenda                          |
| ------- | -------------------------------- |
| g.t.    | geen toernooi gehouden           |
| l.c.    | lagere categorie                 |
| –       | niet deelgenomen                 |
| G       | uitgeschakeld in de groepsfase   |
| 1R      | uitgeschakeld in de eerste ronde |
| 2R      | uitgeschakeld in de tweede ronde |
| 3R      | uitgeschakeld in de derde ronde  |
| 4R      | uitgeschakeld in de vierde ronde |
| KF      | uitgeschakeld in de kwartfinale  |
| HF      | uitgeschakeld in de halve finale |
| F       | de finale verloren               |
| W       | het toernooi gewonnen            |
| w-v     | winst/verlies-balans             |

### Enkelspel
| Toernooi        | 2006 | 2007 | 2008 | 2009 | 2010 | 2011 | 2012 | 2013 | 2014 | 2015 | 2016 | 2017 |
| --------------- | ---- | ---- | ---- | ---- | ---- | ---- | ---- | ---- | ---- | ---- | ---- | ---- |
| Australian Open | –    | –    | 2R   | 1R   | 2R   | –    | –    | 1R   | 1R   | 3R   | 2R   | 1R   |
| Roland Garros   | –    | 1R   | –    | 3R   | KF   | 1R   | KF   | 2R   | 2R   | 1R   | 1R   | 1R   |
| Wimbledon       | 1R   | 1R   | –    | 2R   | 2R   | 1R   | 4R   | 2R   | 4R   | 1R   | KF   |      |
| US Open         | –    | 1R   | 1R   | 3R   | 1R   | –    | 2R   | 3R   | 1R   | –    | 4R   |      |

### Vrouwendubbelspel
| Toernooi        | 2007 | 2008 | 2009 | 2010 | 2011 | 2012 | 2013 | 2014 | 2015 | 2016 | 2017 |
| --------------- | ---- | ---- | ---- | ---- | ---- | ---- | ---- | ---- | ---- | ---- | ---- |
| Australian Open | –    | 1R   | 1R   | 1R   | –    | KF   | 1R   | 2R   | 2R   | 2R   | 3R   |
| Roland Garros   | 1R   | 1R   | 1R   | 1R   | HF   | KF   | 2R   | 1R   | F    | 3R   |      |
| Wimbledon       | –    | 2R   | 2R   | W    | 2R   | 3R   | –    | 3R   | KF   | F    |      |
| US Open         | KF   | 1R   | 2R   | W    | F    | 3R   | 1R   | 2R   | F    | 3R   |      |

### Gemengd dubbelspel
| Toernooi        | 2009 | 2010 | 2011 | 2012 | 2013 | 2014 | 2015 | 2016 |
| --------------- | ---- | ---- | ---- | ---- | ---- | ---- | ---- | ---- |
| Australian Open | –    | –    | –    | 2R   | HF   | –    | 1R   | 2R   |
| Roland Garros   | 1R   | F    | –    | 1R   | –    | HF   | 1R   | 2R   |
| Wimbledon       | 2R   | KF   | 2R   | 3R   | –    | –    | –    | HF   |
| US Open         | –    | 2R   | 1R   | –    | –    | –    | KF   | KF   |